# Радомин (гмина)
Радомин (пол. Radomin) — сельская гмина (волость) в Польше, входит как административная единица в Голюбско-добжинский повет, Куявско-Поморское воеводство. Население — 4144 человека (на 2004 год).

## Сельские округа
1. Бохенец
2. Дульск
3. Гай
4. Якубково
5. Камёнка
6. Лубки
7. Пюрково
8. Плонко
9. Плонне
10. Радомин
11. Рентвины
12. Родзоне
13. Шафарня
14. Щутово
15. Вильчевко
16. Вильчево

## Соседние гмины
1. Гмина Бжузе
2. Гмина Голюб-Добжинь
3. Гмина Вомпельск
4. Гмина Збуйно